# Dialakoro (Kankan)
Pour les articles homonymes, voir Dialakoro.
Dialakoro est une ville et une sous-préfecture de la préfecture de Mandiana dans la région de Kankan à l'est de la Guinée.

## Population
En 2014, il avait une population de 63 159 personnes.

## Agriculture et l'élevage
Dialakoro est connue pour l'agriculture et l'élevage principalement des bovins, ovins et les caprins par les locaux et il existe une ferme située en bordure du fleuve qui la borde[réf. nécessaire].

## Langue
la langue la plus parler est le malinké, soussou, poular et faible taux de français. 

## Tourisme
Dialakoro est reconnu pour son développement culturel du fait que chaque année, il organise la fête des marres ou Dalamon en malinké.

## Subdivision administratif
Dialakoro est une ville qui a des quartiers notamment Bakou, kökö, alpha yaya, samory, balandougou, worowahada, farabah, farabada, konkoé, Siyabada.

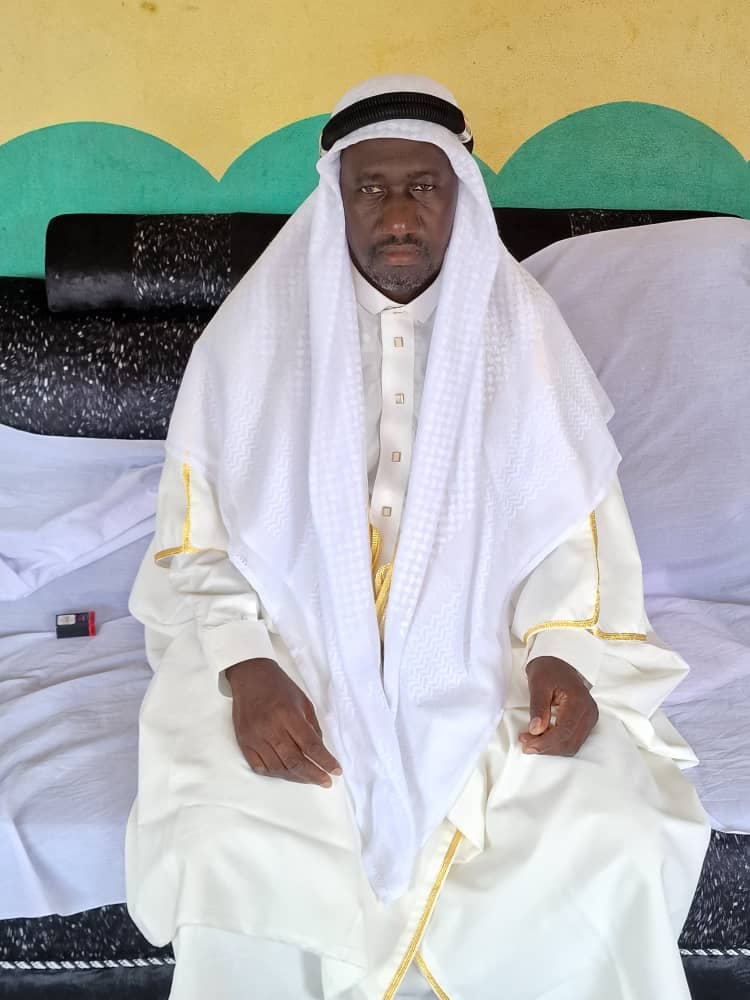
Mohamed Koulibaly